# NGC 5225
NGC 5225 (również PGC 47731 lub UGC 8540) – galaktyka spiralna (S), znajdująca się w gwiazdozbiorze Psów Gończych. Odkrył ją William Herschel 26 kwietnia 1789 roku. Jest to galaktyka z aktywnym jądrem typu LINER.